# جيكوب جورج آغارد
جيكوب جورج آغارد (بالسويدية: Jacob Georg Agardh)‏ (8 ديسمبر 1813م - 7 يناير 1901م) هو عالم نبات وطحالب وتصانيف سويدي.
هو ابن كارل أدولف آغارد، وكان أستاذ علم النبات بجامعة لوند في الفترة من 1854م إلى 1879م. آغارد صمم المخططات الحالية المرسومة عام 1862م للحديقة النباتية بوتانسكا ترادجاردن في لوند.
في عام 1849م انتُخب عضوًا في الأكاديمية السويدية للعلوم، وعام 1878م انتُخب عضوًا شرفيًا أجنبيًا بالأكاديمية الأمريكية للفنون والعلوم عام 1878م.